# 7 lipca
7 lipca jest 188. (w latach przestępnych 189.) dniem w kalendarzu gregoriańskim. Do końca roku pozostaje 177 dni.

## Święta
- Imieniny obchodzą: Antonin, Benedykt, Edelburga, German, Gościwit, Hezychiusz, Ilidiusz, Ilidia, Józef, Lucjan, Metoda, Metody, Odo, Papiasz, Peregryn, Pompejusz, Saturnin, Sędzisław, Sędzisława i Wilibald.
- Tanzania – Dzień Przemysłu
- Wyspy Salomona – Święto Niepodległości
- Japonia – Tanabata
- Wspomnienia i święta w Kościele katolickim[1][2] obchodzą:
  - bł. Benedykt XI (papież)
  - św. Illydiusz (biskup)
  - bł. María Romero Meneses (salezjanka)
  - św. Odo z Urgell (zm. 1122, biskup Urgell)[3]
  - bł. Piotr To Rot
  - bł. Józef, Wiktoria Ulma i 7 dzieci (męczennicy)

## Wydarzenia w Polsce
- 1136 – Papież Innocenty II wydał Bullę gnieźnieńską znoszącą zależność metropolitalną archidiecezji gnieźnieńskiej od arcybiskupstwa magdeburskiego.
- 1402 – Książę opolski Bolko IV przyłączył się do związku stanów śląskich.
- 1433 – Wojna polsko-krzyżacka (1431-35): wojska polsko-czeskie rozpoczęły trwające do 15 sierpnia nieudane oblężenie Chojnic.
- 1572 – W Knyszynie zmarł bezpotomnie król Polski i wielki książę litewski Zygmunt II August, co oznaczało wymarcie linii męskiej polskiej gałęzi dynastii Jagiellonów.
- 1734 – Wojna o sukcesję polską: wojska sasko-rosyjskie zdobyły Gdańsk, broniony przez zwolenników Stanisława Leszczyńskiego.
- 1737 – Spłonął będący w przebudowie zamek pszczyński.
- 1834 – Pożar w Pile strawił około 200 domów i ratusz wraz z miejskim archiwum.
- 1841 – Student i działacz niepodległościowy Karol Levittoux dokonał samospalenia w więzieniu Cytadeli Warszawskiej.
- 1905 – Michał Michalski został prezydentem Lwowa.
- 1906 – W katedrze wawelskiej odsłonięto nagrobek Władysława III Warneńczyka.
- 1922:
  - Po 10 dniach urzędowania został odwołany przez Sejm RP rząd Artura Śliwińskiego.
  - Premiera filmu niemego Rok 1863 w reżyserii Edwarda Puchalskiego.
- 1927 – Zygmunt Słomiński został prezydentem Warszawy.
- 1934 – Czołowi działacze Obozu Narodowo-Radykalnego z tzw. transportu warszawskiego zostali osadzeni w Miejscu Odosobnienia w Berezie Kartuskiej.
- 1941 – W Skałacie koło Tarnopola miejscowi Ukraińcy dokonali pogromu na 560 Żydach.
- 1942 – Na Przełęczy Hałbowskiej w Beskidzie Niskim Niemcy rozstrzelali 1250 Żydów z Nowego Żmigrodu.
- 1943 – Niemcy dokonali pacyfikacji wsi Szaulicze (powiat wołkowyski w dawnym woj. białostockim), mordując 336 osób (w tym 120 dzieci).
- 1944:
  - Oddział Armii Krajowej stoczył bitwę z Niemcami w Woli Grójeckiej koło Ćmielowa. W walce poległo 37 partyzantów.
  - Operacja „Ostra Brama”: oddziały Armii Krajowej wzięły udział w walkach o Wilno razem z Armią Czerwoną. Następnie, po zakończeniu walk, polskie oddziały zbrojne zostały rozbrojone i internowane przez NKWD.
- 1945 – Naczelny dowódca Wojska Polskiego marsz. Polski Michał Rola-Żymierski wydał rozkaz utworzenia Dowództwa Marynarki Wojennej w Gdyni.
- 1951 – Uruchomiono produkcję w zakładach włókien chemicznych Stilon w Gorzowie Wielkopolskim.
- 1962:
  - Czarna Wieś otrzymała prawa miejskie i nową nazwę Czarna Białostocka.
  - Odbył się II Konkurs Sopot Festival.
  - Zawadzkie otrzymało prawa miejskie.
- 1967 – Premiera komedii sensacyjnej Bicz Boży w reżyserii Marii Kaniewskiej.
- 1977 – Oblatano prototyp samolotu PZL M-17.
- 1981 – Józef Glemp został mianowany arcybiskupem metropolitą warszawsko-gnieźnieńskim i prymasem Polski.
- 1993 – Dokonano oblotu szybowca MDM-1 Fox.
- 1994 – Sejm RP przyjął ustawy: o denominacji złotego i Prawo budowlane.
- 1995 – Otwarto Polsko-Niemiecką Izbę Przemysłowo-Handlową z siedzibą w Warszawie.
- 1997 – Nysa Kłodzka zalała Kłodzko, dając początek powodzi tysiąclecia w południowej i zachodniej Polsce.
- 2000 – Wystartowała MTV Polska.
- 2013 – Zakończyły się rozgrywane w Starych Jabłonkach Mistrzostwa Świata w Siatkówce Plażowej. Wśród mężczyzn zwyciężyli Holendrzy Alexander Brouwer i Robert Meeuwsen, a w konkurencji kobiet Chinki Xue Chen i Zhang Xi.

## Wydarzenia na świecie

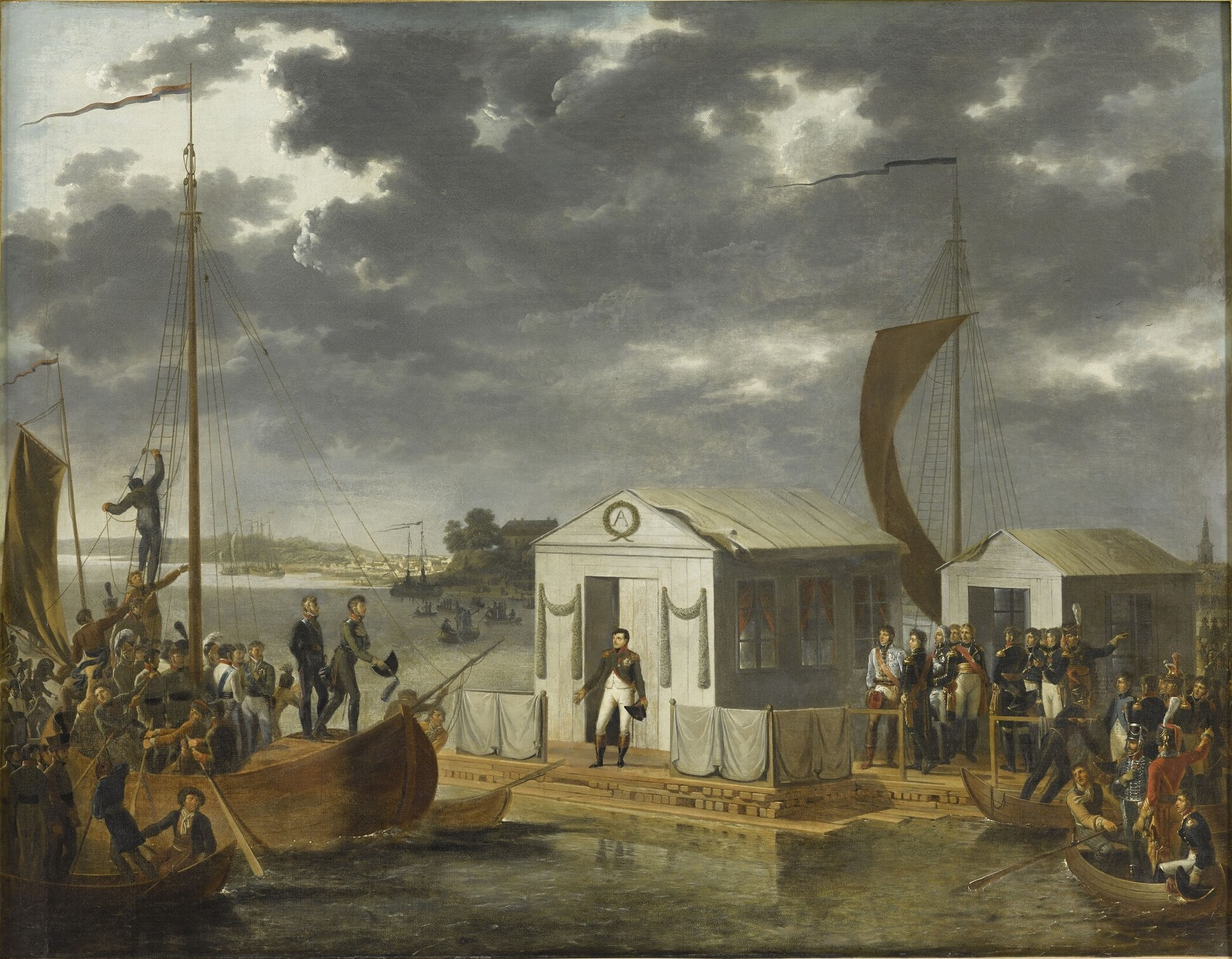
Traktat w Tylży (1807) na obrazie Adolphe’a Roehna

- 1032 – Zjazd w Merseburgu, na którym podpisano traktat pokojowy kończący IV wojnę polsko-niemiecką.
- 1162 – Król Haakon II Barczysty zginął w bitwie pod Sekken w trakcie wojny domowej w Norwegii.
- 1307 – Edward II został królem Anglii.
- 1329 – Dawid II Bruce został królem Szkocji.
- 1438 – Król Francji Karol VII Walezjusz ogłosił tzw. sankcję pragmatyczną.
- 1456 – Joanna d’Arc została pośmiertnie oczyszczona z zarzutu herezji.
- 1520 – Podbój Meksyku przez Hiszpanów: nierozstrzygnięta bitwa pod Otumba.
- 1534 – Pierwsza udokumentowana wymiana handlowa między Europejczykami i mieszkańcami wybrzeży Zatoki Świętego Wawrzyńca w Ameryce Północnej.
- 1543 – Wojska francuskie dokonały inwazji na Luksemburg.
- 1565 – I wojna północna: zwycięstwo floty szwedzkiej nad duńsko-lubecką w bitwie koło Bornholmu.
- 1575 – Zwycięstwo wojsk szkockich nad angielskimi w bitwie pod Redeswire.
- 1672 – Pitirim został patriarchą Moskwy i całej Rusi.
- 1674 – Wojna Francji z koalicją hiszpańsko-austriacko-lotaryńską: zwycięstwo wojsk francuskich w bitwie pod Ladenburgiem.
- 1770 – V wojna rosyjsko-turecka: klęską floty tureckiej zakończyła się bitwa morska pod Czesmą.
- 1777 – Wojna o niepodległość Stanów Zjednoczonych: nierozstrzygnięta bitwa pod Hubbardton.
- 1798 – Wybuchła tzw. quasi-wojna między USA a Francją.
- 1807 – IV koalicja antyfrancuska: cesarz Francuzów Napoleon Bonaparte i car Rosji Aleksander I Romanow podpisali pokój w Tylży, na mocy którego i podpisanego 2 dni później traktatu francusko-pruskiego m.in. utworzono Księstwo Warszawskie.
- 1817 – Hesja-Homburg przystąpiła do Związku Niemieckiego.
- 1819 – Przyjęto Protokół bogumiński w sprawie kompleksowej regulacji Odry.
- 1838 – Wojska egipskie stłumiły trzydniowe rozruchy antyżydowskie w Safedzie.
- 1840 – Ukazem cara Rosji Mikołaja I Romanowa uchylono Statuty litewskie, wprowadzając na Litwie powszechne prawa rosyjskie.
- 1846 – Wojna amerykańsko-meksykańska: komodor John Sloat proklamował w zdobytym Monterey przyłączenie Kalifornii do USA.
- 1865 – W Waszyngtonie powieszono 4 spiskowców zamieszanych w zabójstwo prezydenta USA Abrahama Lincolna.
- 1867 – Amerykański astronom Christian Peters odkrył planetoidę (92) Undina.
- 1880 – Konrad Duden wydał słownik języka niemieckiego Duden.
- 1881 – We włoskim czasopiśmie dziecięcym „Giornale per i Bambini” ukazał się pierwszy odcinek powieści Pinokio Carlo Collodiego.
- 1887 – Ferdynand I Koburg został ogłoszony przez bułgarski parlament księciem panującym.
- 1889 – Brytyjsko-amerykański astronom William Robert Brooks odkrył kometę 16P/Brooks.
- 1892 – Na Filipinach została założona nacjonalistyczna organizacja Katipunan, walcząca o uzyskanie niepodległości od Hiszpanii.
- 1895 – Zwodowano austro-węgierski pancernik obrony wybrzeża SMS „Wien”.
- 1898 – Hawaje zostały zajęte zbrojnie przez USA.
- 1905 – Wojna rosyjsko-japońska: Wojska japońskie wylądowały na Sachalinie.
- 1915 – I wojna światowa: zakończyła się I bitwa nad Isonzo.
- 1916:
  - I wojna światowa: u wybrzeża Szkocji zatonął w czasie stawiania min niemiecki okręt podwodny SM U-77 wraz z całą, 33-osobową załogą.
  - Powstała nowozelandzka Partia Pracy.
- 1919:
  - Rozpoczęto sprzedaż pierwszego modelu Citroëna (Type A).
  - Wojska czechosłowackie zlikwidowały Słowacką Republikę Rad ze stolicą w Preszowie.
- 1925 – Dokonano oblotu francuskiego myśliwca Wibault 70, produkowanego również na licencji w Polsce.
- 1928 – Zaprezentowano pierwszy samochód amerykańskiej marki Plymouth.
- 1932 – Podczas prób morskich w kanale La Manche zatonął francuski okręt podwodny „Prométhée”, w wyniku czego zginęło 62 spośród 69 członków załogi.
- 1934 – Rosyjski awanturnik Boris Skosyriew zwrócił się do andorskiej Rady Generalnej z propozycją swojej kandydatury na króla Andory. Po poparciu większości członków Rady ogłosił się królem Borysem I jako regent króla francuskiego. Proklamował tym samym niepodległość księstwa Andory, równocześnie ogłaszając wojnę przeciwko biskupowi Urgell oraz ogłosił konstytucję księstwa. 20 lipca tego roku został aresztowany przez policję hiszpańską i wydalony z kraju.
- 1937:
  - Miał miejsce incydent na moście Marco Polo, który doprowadził do wybuchu wojny chińsko-japońskiej.
  - Opublikowano raport brytyjskiej komisji królewskiej, rekomendujący podział Palestyny na części arabską i żydowską.
- 1939:
  - Na anektowanym Zakarpaciu wprowadzono węgierską administrację cywilną.
  - Premiera francuskiej komedii obyczajowej Reguły gry w reżyserii Jeana Renoira.
  - W Sierpuchowie pod Moskwą otwarto zakłady motoryzacyjne SeAZ.
- 1940 – Gen. Manuel Ávila Camacho wygrał wybory prezydenckie w Meksyku.
- 1941 – Front zachodni: wojska amerykańskie wylądowały w Islandii celem zapobieżenia niemieckiej inwazji na wyspę.
- 1943 – Bitwa o Atlantyk: niemiecki okręt podwodny U-951 wraz z 46 członkami załogi zatonął po trafieniu bombami głębinowymi zrzuconymi przez amerykański samolot Consolidated B-24 Liberator.
- 1944:
  - W czasie brytyjskiego nalotu na francuskie miasto Caen został całkowicie zniszczony miejscowy uniwersytet.
  - Wojna na Pacyfiku: na wyspie Saipan (Mariany Północne) około 3 tys. pozostających przy życiu żołnierzy japońskich ruszyło do samobójczego „ataku Banzai” na pozycje amerykańskie.
- 1945 – Japońscy żołnierze dokonali masakry od 600 do 1000 mieszkańców wsi Kalagon w południowej Birmie.
- 1946:
  - Franciszka Ksawera Cabrini, jako pierwsza obywatelka USA, została ogłoszona świętą.
  - Późniejszy amerykański prezydent Jimmy Carter ożenił się z Rosalynn Smith.
- 1950:
  - Nikołaj Patoliczew został mianowany pierwszym sekretarzem Komunistycznej Partii Białorusi.
- 1950 – Wojna koreańska: rozpoczęła się bitwa pod Cheonan.
- 1953 – Założono japońskie przedsiębiorstwo motoryzacyjne Subaru.
- 1954:
  - Dżamsrangijn Sambuu został prezydentem Mongolii.
  - Weszła w życie oenzetowska Konwencja o prawach politycznych kobiet.
- 1957 – 16-letni Pelé zadebiutował w drużynie narodowej Brazylii, strzelając gola w rozegranym w Rio de Janeiro meczu z Argentyną (1:2).
- 1959 – Wenus zakryła Regulusa, najjaśniejszą gwiazdę w gwiazdozbiorze Lwa. Zjawisko powtórzy się 1 października 2044 roku.
- 1960 – W Reggio nell’Emilia w północnych Włoszech podczas demonstracji przeciwko rządowi Fernando Tambroniego wspieranego przez faszystowski Włoski Ruch Społeczny (MSI) od policyjnych kul zginęło 5 osób, a 30 zostało rannych.
- 1961:
  - Ukazał się eksperymentalny tom poetycki Sto tysięcy miliardów wierszy francuskiego poety i prozaika Raymonda Queneau.
  - W pożarze w kopalni węgla kamiennego „Dukla” w Hawirzowie na Śląsku Cieszyńskim zginęło 108 górników.
- 1962:
  - 94 osoby zginęły w katastrofie lotu Alitalia 771 w okolicy miasta Junnar w Indiach.
  - Birmańska policja spacyfikowała na uniwersytecie w Rangunie studentów protestujących przeciwko wojskowemu zamachowi stanu generała Ne Wina. Zginęło ponad 100 osób.
- 1965 – Leabua Jonathan został premierem Lesotho.
- 1969 – W Kanadzie język francuski został językiem urzędowym na równi z językiem angielskim.
- 1971:
  - Arabscy terroryści z Al-Fatah ostrzelali rakietami dzielnicę podmiejską Tel Awiwu. Zginęło 4 Izraelczyków, a 30 osób zostało rannych.
  - Stanko Todorow został premierem Bułgarii
- 1972 – Kakuei Tanaka został premierem Japonii.
- 1973 – w Południowej Afryce założono neonazistowskie ugrupowanie polityczne i paramilitarne Afrikaner Weerstandsbeweging.
- 1974 – W finale rozgrywanych w RFN X Mistrzostw Świata w Piłce Nożnej, reprezentacja gospodarzy pokonała na Stadionie Olimpijskim w Monachium Holandię 2:1.
- 1975:
  - Konsekrowano sanktuarium maryjne Torreciudad w Hiszpanii.
  - Z powodu złamania dwóch nóg została uśpiona trzyletnia klacz pełnej krwi angielskiej Ruffian, uważana za jedną z najlepszych klaczy wyścigowych wszech czasów w USA.
- 1977 – Premiera brytyjskiego filmu sensacyjnego Szpieg, który mnie kochał w reżyserii Lewisa Gilberta.
- 1978:
  - Wyspy Salomona uzyskały niepodległość (od Wielkiej Brytanii).
  - Utworzono Park Narodowy Cát Tiên w Wietnamie.
- 1980 – 166 osób zginęło w katastrofie samolotu Tu-154B w Kazachstanie.
- 1985 – Niemiecki tenisista Boris Becker w wieku 17 lat został najmłodszym w historii zwycięzcą turnieju w Wimbledonie.
- 1988 – Wystrzelono radziecką sondę kosmiczną Fobos 1, która miała zbadać Fobosa, jednego z dwóch księżyców Marsa. Z powodu przesłania z Ziemi błędnego rozkazu sterującego 29 sierpnia utracono kontakt z sondą.
- 1990 – W Termach Karakalli w Rzymie odbył się pierwszy koncert Trzech Tenorów – José Carrerasa, Plácido Domingo i Luciano Pavarottiego.
- 1991:
  - W angielskim mieście Bradford wybuchły zamieszki między białymi i Azjatami.
  - Zwycięstwem wojsk słoweńskich nad jugosłowiańskimi zakończyła się tzw. wojna dziesięciodniowa o niepodległość Słowenii.
- 1992 – Reprezentacja Południowej Afryki w piłce nożnej mężczyzn rozegrała swój pierwszy międzypaństwowy mecz od roku 1955, pokonując Kamerun 1:0.
- 1993:
  - Guntis Ulmanis został prezydentem Łotwy.
  - W Seattle w amerykańskim stanie Waszyngton została brutalnie pobita, zgwałcona i uduszona 27-letnia Mia Zapata, wokalistka punkrockowego zespołu The Gits. Morderca, Jesus Mezquia, został aresztowany 10 lat później dzięki badaniom DNA.
- 1994 – Wojska rządowe zajęły Aden dławiąc 2-miesięczną rebelię w południowym Jemenie.
- 1995 – Były włoski minister spraw zagranicznych Gianni De Michelis został skazany za korupcję na karę 4 lat pozbawienia wolności.
- 1996 – Oficer kubańskiej armii uprowadził samolot pasażerski i skierował go do amerykańskiej bazy wojskowej w Guantánamo, gdzie wystąpił o azyl polityczny.
- 1997 – Powstała ukraińska Partia Obrońców Ojczyzny.
- 1999 – Z powodu delegalizacji proreformatorskiej gazety „Salam” w Iranie doszło do najpoważniejszych od 1979 roku protestów społecznych.
- 2000 – Zaginął bez śladu białoruski dziennikarz i kamerzysta Dzmitryj Zawadski.
- 2005 – W Londynie doszło do serii czterech samobójczych zamachów bombowych islamskich fanatyków na metro i autobus. Zginęło 56 osób, około 700 zostało rannych.
- 2007:
  - Odbyła się seria koncertów charytatywnych na wszystkich kontynentach Live Earth.
  - Papież Benedykt XVI wydał motu proprio Summorum Pontificum, regulujące status mszy trydenckiej.
  - W Lizbonie ogłoszono nowe siedem cudów świata: Wielki Mur Chiński, Petra w Jordanii, Pomnik Chrystusa Odkupiciela w Rio de Janeiro, Machu Picchu, Chichén Itzá, Koloseum i Tadź Mahal.
  - W samobójczym zamachu bombowym dokonanym przez kierowcę ciężarówki w irackiej wsi Armili zginęło co najmniej 150 osób, a 265 zostało rannych.
- 2008:
  - 58 osób zginęło, a około 150 zostało rannych w samobójczym zamachu bombowym przed indyjską ambasadą w Kabulu.
  - Mirko Cvetković został premierem Serbii.
  - W stolicy Kolumbii Bogocie krótko po starcie rozbił się transportowy Boeing 747, zabijając 3 osoby na ziemi. Katastrofę przeżyła cała, 8-osobowa załoga samolotu.
- 2009:
  - Papież Benedykt XVI ogłosił swą trzecią encyklikę Caritas in veritate.
  - W hali Staples Center w Los Angeles odbyła się uroczysta ceremonia pogrzebowa Michaela Jacksona.
  - W zamachu bombowym na filipińskiej wyspie Jolo zginęło 6 osób, a około 40 zostało rannych.
- 2012:
  - 172 osoby zginęły w wyniku powodzi błyskawicznej w rosyjskim Kraju Krasnodarskim nad Morzem Czarnym.
  - W Libii odbyły się pierwsze od czasu obalenia Mu’ammara Kaddafiego wybory parlamentarne.
- 2013 – Podczas wyprawy na ośmiotysięcznik Gaszerbrum I w paśmie Karakorum zginął polski himalaista Artur Hajzer.
- 2016:
  - Co najmniej 56 osób (w tym 3 napastników) zginęło, 75 zostało rannych w wyniku ataku na szyickie mauzoleum Sajida Mohammeda bin Ali al-Hadiego w mieście Balad na północ od Bagdadu.
  - Dżargaltulgyn Erdenbat został premierem Mongolii.
  - Podczas manifestacji przeciwko brutalności policji w Dallas w Teksas czarnoskóry snajper Micah Xavier Johnson zastrzelił 5 białych policjantów, ranił 9 kolejnych i dwóch cywilów. Następnego dnia został zabity za pomocą drona z bombą, gdy odmówił opuszczenia swej kryjówki.
- 2017 – Chaltmaagijn Battulga wygrał w drugiej turze wybory prezydenckie w Mongolii.
- 2020 – 2 osoby zginęły, a 24 zostały ranne (w tym 9 ciężko) w wyniku czołowego zderzenia pociągów pasażerskich między miejscowościami Nové Hamry i Pernink na linii kolejowej nr 142 (Karlovy Vary – Johanngeorgenstadt) w zachodnich Czechach.
- 2021:
  - Jicchak Herzog został prezydentem Izraela.
  - Prezydent Haiti Jovenel Moïse został zamordowany w swojej prywatnej rezydencji w Port-au-Prince. P.o. prezydenta został p.o. premiera Claude Joseph.
  - W Bukareszcie otwarto stadion piłkarski Stadionul Steaua.
- 2024 – Podczas mityngu Diamentowej Ligi w Paryżu Ukrainka Jarosława Mahuczich wynikiem 2,10 m pobiła blisko 37-letni rekord świata Bułgarki Stefki Kostadinowej w skoku wzwyż.

## Urodzili się
- 1053 – Shirakawa, cesarz Japonii (zm. 1129)
- 1119 – Sutoku, cesarz Japonii (zm. 1164)
- 1207 – Elżbieta z Turyngii, księżniczka węgierska, zakonnica, święta (zm. 1231)
- 1482 – Andrzej Krzycki, polski duchowny katolicki, arcybiskup gnieźnieński, prymas Polski, poeta, sekretarz królewski (zm. 1537)
- 1528 – Anna Habsburżanka, arcyksiężniczka austriacka, księżna bawarska (zm. 1590)
- 1540 – Jan II Zygmunt Zápolya, pierwszy książę Siedmiogrodu, antykról Węgier (zm. 1571)
- 1551 – Bonviso Bonvisi, włoski duchowny katolicki, arcybiskup Bari, kardynał (zm. 1603)
- 1568 – Richard Burbage, angielski aktor, właściciel teatru (zm. 1619)
- 1569 – Giovanni Francesco Anerio, włoski kompozytor (zm. 1630)
- 1588 – Wolrad IV, hrabia Waldeck-Eisenberg (zm. 1640)
- 1613 – Carlo Rosa, włoski malarz (zm. 1678)
- 1655 – Christoph Dientzenhofer, niemiecki architekt (zm. 1722)
- 1685 – (data chrztu) Jacques Loeillet, flamandzki kompozytor, oboista (zm. 1748)
- 1690 – Johann Tobias Krebs, niemiecki organista, kompozytor (zm. 1762)
- 1695 – Christian Karl Reinhard, niemiecki arystokrata, polityk (zm. 1766)
- 1705 – Filippo Finazzi, włoski kompozytor, śpiewak (zm. 1776)
- 1724 – Jakub Jachimowski, polski duchowny katolicki, teolog, biblista (zm. 1789)
- 1736 – Tadeusz Kociełł, polski szlachcic, polityk, generał major (zm. 1799)
- 1750 – August Wilhelm von Bismarck, niemiecki dyplomata, polityk (zm. 1783)
- 1752 – Joseph-Marie Jacquard, francuski tkacz, wynalazca (zm. 1834)
- 1756 – Gustaf Adolf Reuterholm, szwedzki arystokrata, polityk (zm. 1813)
- 1766 – Guillaume Philibert Duhesme, francuski generał (zm. 1815)
- 1768 – Bonawentura Koczorowski, polski szlachcic, szambelan, uczestnik insurekcji kościuszkowskiej (zm. 1821)
- 1776 – Juliusz Kolberg, polski kartograf, geodeta, tłumacz pochodzenia niemieckiego (zm. 1831)
- 1782 – Thomas Wilde, brytyjski arystokrata, prawnik, polityk (zm. 1855)
- 1784 – Willibald Besser, polski botanik, florysta pochodzenia niemieckiego (zm. 1842)
- 1789:
  - Jakub Kostucha, polski pisarz i poeta ludowy (zm. 1857)
  - Jan Bernard Mile, polski lekarz, wynalazca (zm. 1839)
- 1794:
  - Paweł Ciechanowiecki, polski jezuita, pedagog (zm. 1867)
  - Franciade Fleurus Duvivier, francuski generał (zm. 1848)
- 1801 – Herman Potocki, polski hrabia, polityk, uczestnik powstania listopadowego (zm. 1866)
- 1803:
  - Thomas Storrow Brown, kanadyjski pisarz, dziennikarz, mówca, rewolucjonista (zm. 1888)
  - Józef Jędrzejewicz, polski prawnik (zm. 1853)
- 1805 – Frederick Stewart, brytyjski arystokrata, polityk (zm. 1872)
- 1806 – Michele Amari, włoski historyk, arabista, wykładowca akademicki, polityk (zm. 1889)
- 1811 – Henry Meiggs, amerykański przedsiębiorca (zm. 1877)
- 1815 – Julius Thomsen, duński lekarz, prozaik, poeta (zm. 1896)
- 1816 – Rudolf Wolf, szwajcarski astronom, matematyk (zm. 1893)
- 1821 – Franz Xavier Machatius, niemiecki polityk (zm. 1900)
- 1823:
  - John Kells Ingram, irlandzki ekonomista, poeta (zm. 1907)
  - Herman Schultz, szwedzki astronom (zm. 1890)
- 1827 – Quintino Sella, włoski ekonomista, polityk (zm. 1884)
- 1828 – Heinrich von Ferstel, austriacki architekt (zm. 1883)
- 1831 – Jane Elizabeth Dexter Conklin, amerykańska poetka (zm. ?)
- 1833 – Félicien Rops, belgijski grafik (zm. 1898)
- 1834 – Emil Hübner, niemiecki badacz starożytności (zm. 1901)
- 1835:
  - Paul Henri Fischer, francuski lekarz, zoolog, paleontolog (zm. 1893)
  - Ernest Giles, brytyjski podróżnik, odkrywca (zm. 1897)
  - Baczo Kiro, bułgarski nauczyciel, literat, historyk, animator kultury, folklorysta, działacz niepodległościowy (zm. 1876)
- 1837 – Augustyn Worzałła, polski duchowny katolicki, filomata, działacz społeczny (zm. 1905)
- 1842 – Helge Palmcrantz, szwedzki wynalazca, przemysłowiec (zm. 1880)
- 1843 – Camillo Golgi, włoski fizjolog, cytolog, laureat Nagrody Nobla (zm. 1926)
- 1849 – Henri Duret, francuski chirurg, neurochirurg (zm. 1921)
- 1852 – Wiera Figner, rosyjska działaczka ruchu robotniczego (zm. 1942)
- 1856:
  - Georg von der Marwitz, pruski generał (zm. 1929)
  - Apoloniusz Nieniewski, polski architekt (zm. 1922)
  - Leonid Wieljaszew, rosyjski generał lejtnant (zm. 1940)
- 1857 – Jakub Bojko, polski działacz ludowy, polityk, poseł na Sejm i senator RP (zm. 1943)
- 1859:
  - Robert Demachy, francuski malarz, fotograf (zm. 1936)
  - Józefina Vannini, włoska zakonnica, błogosławiona (zm. 1910)
- 1860:
  - Abraham Cahan, amerykański dziennikarz, publicysta, pisarz pochodzenia żydowskiego (zm. 1951)
  - Gustav Mahler, austriacki kompozytor, dyrygent (zm. 1911)
  - John Sinclair, brytyjski arystokrata, polityk (zm. 1925)
- 1861:
  - Klaudiusz Angerman, polski inżynier, budowniczy, geolog, polityk (zm. 1922)
  - Nettie Stevens, amerykańska biolog, genetyk (zm. 1912)
- 1862 – Teodor Roland, polski aktor (zm. 1928)
- 1865 – Joseph Malleret, francuski duchowny katolicki, biskup Martyniki (zm. 1914)
- 1866:
  - Martin Bloch, niemiecki neurolog pochodzenia żydowskiego (zm. 1908)
  - Georg Kelling, niemiecki chirurg (zm. 1945)
  - Jan Lemański, polski poeta, satyryk, bajkopisarz (zm. 1933)
  - Bonawentura Metler, polski duchowny katolicki, astronom, podróżnik (zm. 1939)
- 1867 – Aleksander Milker, polski wydawca, drukarz, dziennikarz (zm. 1924)
- 1868 – Frank Bunker Gilbreth, amerykański pionier inżynierii humanistycznej (zm. 1924)
- 1869 – Józef Halka, polski podpułkownik kontroli administracji, działacz niepodległościowy i społeczno-narodowy (zm. 1924)
- 1870:
  - Ernesto Cozzi, włoski duchowny katolicki, arcybiskup, dyplomata papieski (zm. 1926)
  - Wincenty Matuszewski, polski działacz komunistyczny (zm. 1918)
  - Władysław Sołtan, polski prawnik, polityk, minister spraw wewnętrznych (zm. 1943)
- 1871 – Wenceslaus Kinold, niemiecki duchowny katolicki, misjonarz, biskup, prefekt i wikariusz apostolski Sapporo (zm. 1952)
- 1873 – Anna Sychravová, czechosłowacka nauczycielka, polityk, tłumaczka (zm. 1925)
- 1874 – Władysław Grabski, polski ekonomista, wykładowca, polityk, minister skarbu, premier RP (zm. 1938)
- 1875:
  - Maria Sojkowa, polska działaczka narodowa i społeczna (zm. 1944)
  - Aleksander Załęski, polski generał brygady (zm. 1947)
- 1879 – Marian Seyda, polski polityk, minister spraw zagranicznych (zm. 1967)
- 1880 – Adam Wyleżyński, polski skrzypek, dyrygent, pedagog (zm. 1954)
- 1882 – Janka Kupała, białoruski pisarz (zm. 1942)
- 1884 – Lion Feuchtwanger, niemiecki pisarz (zm. 1958)
- 1887:
  - Jan Bokszczanin, polski pułkownik artylerii (zm. 1940)
  - Marc Chagall, rosyjski malarz, grafik pochodzenia żydowskiego (zm. 1985)
- 1889:
  - Francesco Roberti, włoski kardynał (zm. 1977)
  - Anna Steimarová, czeska aktorka i śpiewaczka (zm. 1962)
  - Władysław Toruń, polski podpułkownik obserwator (zm. 1924)
- 1890 – Wojciech Wężyk, polski porucznik piechoty (zm. 1920)
- 1891:
  - Christian Peder Kryssing, duński wojskowy, kolaborant (zm. 1976)
  - Tadamichi Kuribayashi, japoński generał (zm. 1945)
- 1892:
  - Menotti Jakobsson, szwedzki skoczek narciarski, kombinator norweski (zm. 1970)
  - Pawieł Korin, rosyjski malarz (zm. 1967)
  - Stanisław Woliński, polski aktor, śpiewak (zm. 1968)
- 1893:
  - Miroslav Krleža, chorwacki pisarz (zm. 1981)
  - Symeon Łukacz, ukraiński duchowny greckokatolicki, biskup, męczennik, błogosławiony (zm. 1964)
- 1894:
  - Hans Koch, niemiecki teolog, historyk, oficer Abwehry (zm. 1959)
  - Czesław Skonieczny, polski aktor (zm. 1946)
  - Josephine Sticker, austriacka pływaczka (zm. 1960)
- 1895:
  - Herman Legger, holenderski piłkarz (zm. 1978)
  - Virginia Rappe, amerykańska aktorka (zm. 1921)
- 1896:
  - Albin Lesky, austriacki filolog klasyczny (zm. 1981)
  - Aleksander Stawarz, polski pułkownik piechoty (zm. 1941)
- 1897:
  - Stefan Berezowski, polski podpułkownik pilot (zm. 1983)
  - Michaił Kowalow, radziecki generał pułkownik, polityk (zm. 1967)
  - Caesar Mannelli, amerykański rugbysta (zm. 1936)
  - Erminio Spalla, włoski bokser, aktor, śpiewak operowy, malarz, rzeźbiarz (zm. 1971)
  - Michał Woysym-Antoniewicz, polski major kawalerii, jeździec sportowy (zm. 1989)
- 1898 – Alicja Bełcikowska, polska pisarka, działaczka społeczna (zm. 1940)
- 1899:
  - George Cukor, amerykański reżyser filmowy pochodzenia żydowskiego (zm. 1983)
  - Jean-Albert Grégoire, francuski pisarz, inżynier i kierowca wyścigowy (zm. 1992)
- 1900:
  - Maria Bard, niemiecka aktorka (zm. 1944)
  - Jan Haber, polski prawnik, karnista, sędzia Sądu Najwyższego (zm. 1985)
  - Franciszek Janik, polski podporucznik rezerwy piechoty i lotnictwa, pilot balonowy i szybowcowy, konstruktor lotniczy, skoczek spadochronowy, mechanik, wykładowca akademicki (zm. 1975)
  - Bolesław Leitgeber, polski malarz, pisarz, dyplomata (zm. 1993)
  - Stanisław Świnarski, polski generał brygady (zm. 1961)
- 1901:
  - Vittorio De Sica, włoski aktor, reżyser filmowy (zm. 1974)
  - Marian Gotkiewicz, polski etnograf, geograf, pedagog (zm. 1972)
  - Leon Nitecki, polski dermatolog, wenerolog, polityk, poseł na Sejm PRL (zm. 1984)
  - Eiji Tsuburaya, japoński reżyser filmowy, twórca efektów specjalnych (zm. 1970)
- 1903:
  - Mieczysław Berman, polski grafik pochodzenia żydowskiego (zm. 1975)
  - Józef Dambek, polski działacz społeczny, pedagog, przywódca TOW „Gryf Kaszubski” (zm. 1944)
  - Władysław Dobrowolski, polski samorządowiec, prezydent Torunia (zm. 1964)
  - Tadeusz Friedrich, polski szablista (zm. 1976)
  - Gustaf Jonsson, szwedzki biegacz narciarski (zm. 1990)
  - Steven Runciman, brytyjski historyk, dyplomata (zm. 2000)
- 1904:
  - Jonas Aistis, litewski poeta (zm. 1973)
  - Maria Agnieszka od Najświętszego Sakramentu, meksykańska zakonnica, błogosławiona (zm. 1981)
  - Wojciech Natanson, polski eseista, krytyk literacki i teatralny, tłumacz (zm. 1996)
  - Helena Stankiewicz, polska działaczka społeczna, pisarka (zm. 1996)
- 1905:
  - Louis-Jean Guyot, francuski duchowny katolicki, arcybiskup Tuluzy, kardynał (zm. 1988)
  - Hans-Joachim von Merkatz, niemiecki prawnik, polityk (zm. 1982)
  - Wiktorian Pius, hiszpański lasalianin, męczennik, święty (zm. 1934)
- 1906:
  - Anton Karas, austriacki wirtuoz cytry, kompozytor (zm. 1985)
  - Abdyłas Małdybajew, kirgiski śpiewak operowy (tenor), kompozytor (zm. 1978)
  - Emilia Michalska, polska poetka ludowa (zm. 1997)
  - Satchel Paige, amerykański baseballista (zm. 1982)
  - Charles Vaurie, francuski stomatolog, ornitolog, zoolog, paleontolog (zm. 1975)
- 1907:
  - Robert A. Heinlein, amerykański pisarz science fiction (zm. 1988)
  - Paweł Sudopłatow, radziecki generał porucznik NKWD (zm. 1996)
- 1908:
  - Spiro Koleka, albański polityk komunistyczny (zm. 2001)
  - Bolesław Szmidt, polski architekt (zm. 1995)
- 1909:
  - Gottfried von Cramm, niemiecki tenisista (zm. 1976)
  - Arne Larsen, norweski biegacz narciarski (zm. 1981)
  - Jan Wegner, polski historyk, muzealnik (zm. 1996)
- 1910:
  - Iwan Jeriomienko, radziecki generał-lejtnant lotnictwa (zm. 1986)
  - Leokadia Małunowiczówna, polska filolog klasyczna, wykładowczyni akademicka (zm. 1980)
  - Tadeusz Nawrocki, polski działacz społeczny, nauczyciel, polityk, poseł na Sejm Ustawodawczy, działacz ruchu ludowego i opozycji antykomunistycznej (zm. 1999)
  - Antoni Radliński, polski chemik, polityk, minister przemysłu chemicznego (zm. 1992)
  - Józef Trypućko, polski językoznawca, slawista, tłumacz (zm. 1983)
- 1911:
  - Jesse Carver, angielski piłkarz, trener (zm. 2003)
  - Gian Carlo Menotti, amerykański kompozytor, librecista pochodzenia włoskiego (zm. 2007)
  - Marcel Reymond, szwajcarski skoczek narciarski (zm. 2002)
- 1912:
  - Anatolij Afanasjew, radziecki generał major (zm. 2003)
  - Iwan Kudria, radziecki funkcjonariusz służb specjalnych, partyzant (zm. 1942)
  - Stanisław Przelaskowski, polski porucznik nawigator (zm. 1993)
- 1913:
  - Krystyna Klimaszewska, polska szybowniczka (zm. 1999)
  - Pinetop Perkins, amerykański muzyk bluesowy (zm. 2011)
  - Włodzimierz Pietrzak, polski pisarz, krytyk literacki, uczestnik powstania warszawskiego (zm. 1944)
- 1914 – Kazimierz Sławiński, polski porucznik pilot, pisarz, publicysta (zm. 1985)
- 1915:
  - Peter H. Dominick, amerykański polityk, senator (zm. 1981)
  - Børge Gissel, duński kolarz torowy (zm. 2002)
- 1916:
  - Tiny Grimes, amerykański gitarzysta jazzowy i rhythmandbluesowy (zm. 1989)
  - Klaus Landsberg, amerykański inżynier, pionier telewizji pochodzenia niemieckiego (zm. 1956)
  - Paweł Wójcik, polski harcmistrz, podporucznik (zm. 1941)
- 1917:
  - Larry O’Brien, amerykański polityk, działacz sportowy (zm. 1990)
  - Fidel Sánchez Hernández, salwadorski polityk, prezydent Salwadoru (zm. 2003)
- 1918:
  - Aszer Chasin, izraelski pedagog, dziennikarz, polityk (zm. 1995)
  - Halina Popławska, polska pisarka, tłumaczka (zm. 2017)
- 1919:
  - Zbigniew Jerzy Nowak, polski historyk literatury (zm. 1993)
  - Jon Pertwee, brytyjski aktor (zm. 1996)
- 1920:
  - Voldemārs Lejiņš, radziecki polityk (zm. 1987)
  - Silvio Luoni, włoski duchowny katolicki, arcybiskup, nuncjusz apostolski (zm. 1982)
  - Boris Matkin, radziecki polityk (zm. 1993)
  - Prokop Mima, albański aktor pochodzenia wołoskiego (zm. 1986)
- 1921:
  - Ezzard Charles, amerykański bokser (zm. 1975)
  - Aleksiej Polewoj, rosyjski aktor (zm. 1972)
  - Roman Stankiewicz, polski aktor, pedagog (zm. 1985)
  - Stanisław Wisłocki, polski dyrygent, kompozytor, pianista (zm. 1998)
- 1922:
  - Władimir Sieriogin, radziecki pilot wojskowy (zm. 1968)
  - Fryderyk Zbiniewicz, polski pułkownik, historyk wojskowości (zm. 1996)
- 1923:
  - Liviu Ciulei, rumuński aktor, reżyser filmowy (zm. 2011)
  - Eduardo Falú, argentyński gitarzysta, kompozytor (zm. 2013)
  - Leonardo Ferrel, boliwijski piłkarz (zm. 2013)
  - Maria Olejniczak, polska reżyserka dubbingu (zm. 1989)
- 1924:
  - Natalja Biechtieriewa, rosyjska neurobiolog, psycholog, wykładowczyni akademicka, polityk (zm. 2008)
  - Mary Ford, amerykańska piosenkarka, gitarzystka (zm. 1977)
  - Lennart Samuelsson, szwedzki piłkarz (zm. 2012)
- 1925:
  - Stefania Bruzda, polska polityk, poseł na Sejm PRL (zm. 2010)
  - Ronald Ede, brytyjski lekkoatleta, płotkarz i sprinter
  - Abdurrahim Hatef, afgański polityk, prezydent Afganistanu (zm. 2013)
  - Maria Wilusz, polska historyk ruchu robotniczego (zm. 1981)
- 1926:
  - Wiesław Bieńkowski, polski historyk, bibliograf, wykładowca akademicki (zm. 1999)
  - Nuon Chea, kambodżański działacz komunistyczny, główny ideolog Czerwonych Khmerów (zm. 2019)
  - Stanisław Groniecki, polski generał brygady, funkcjonariusz SB (zm. 2010)
  - Thorkild Simonsen, duński pedagog, samorządowiec, polityk, burmistrz Aarhus, minister spraw wewnętrznych (zm. 2022)
- 1927:
  - Germán Cobos, hiszpański aktor (zm. 2015)
  - Henri Dirickx, belgijski piłkarz (zm. 2018)
  - Alan John Dixon, amerykański polityk (zm. 2014)
- 1928:
  - Patricia Hitchcock, brytyjska aktorka, producentka filmowa (zm. 2021)
  - Charles McDonnell, amerykański duchowny katolicki, biskup pomocniczy Newark (zm. 2020)
  - Maciej Szczepański, polski dziennikarz, publicysta, przewodniczący Radiokomitetu (zm. 2015)
- 1929:
  - Mark Carlisle, brytyjski polityk (zm. 2005)
  - Georges Fillioud, francuski polityk (zm. 2011)
  - Jakow Lubarski, rosyjski historyk, bizantynolog, wykładowca akademicki (zm. 2003)
  - Romuald Michniewicz, polski funkcjonariusz SB
  - Janusz Przewoźny, polski historyk sztuki, muzealnik (zm. 1986)
- 1930:
  - Bogusław Gierlach, polski historyk, archeolog (zm. 2007)
  - Theodore McCarrick, amerykański duchowny katolicki, biskup pomocniczy Nowego Jorku, arcybiskup Waszyngtonu, kardynał (zm. 2025)
  - Hank Mobley, amerykański saksofonista i kompozytor jazzowy (zm. 1986)
  - Biljana Plavšić, serbska biolog, polityk, prezydent Republiki Serbskiej
- 1931:
  - David Eddings, amerykański pisarz fantasy (zm. 2009)
  - Palle Kjærulff-Schmidt, duński reżyser i scenarzysta filmowy (zm. 2018)
  - Edmund Makowski, polski historyk, wykładowca akademicki (zm. 2000)
  - Tadeusz Szantruczek, polski teoretyk i krytyk muzyczny (zm. 2016)
- 1932:
  - Tom Nissalke, kanadyjski trener koszykówki, działacz i komentator sportowy (zm. 2019)
  - Joe Zawinul, austriacki pianista jazzowy, kompozytor (zm. 2007)
- 1933:
  - Lamine Diack, senegalski lekkoatleta, skoczek w dal, działacz sportowy, polityk, przewodniczący IAAF (zm. 2021)
  - Murray Halberg, nowozelandzki lekkoatleta, średnio- i długodystansowiec (zm. 2022)
  - Jacek Kajtoch, polski eseista, krytyk literacki (zm. 2019)
  - David McCullough, amerykański historyk, pisarz, laureat Nagrody Pulitzera (zm. 2022)
- 1934:
  - Magdalena Bajer, polska dziennikarka, publicystka
  - Vinko Globokar, słoweński kompozytor, puzonista
  - Laurindo Guizzardi, brazylijski duchowny katolicki, biskup Foz do Iguaçu (zm. 2021)
  - Fernando José Penteado, brazylijski duchowny katolicki, biskup Jacarezinho
- 1935:
  - Rolf Ekéus, szwedzki dyplomata
  - Kitty Genovese, amerykańska ofiara morderstwa (zm. 1964)
  - Zenon Matysik, polski koszykarz
  - Shigeru Ōyama, japoński karateka (zm. 2016)
- 1936:
  - Jerzy Aleksandrowicz, polski psychiatra, wykładowca akademicki (zm. 2018)
  - Marian Michalski, polski polityk, poseł na Sejm RP (zm. 2018)
  - Jo Siffert, szwajcarski motocyklista i kierowca wyścigowy (zm. 1971)
  - John Sewell, angielski piłkarz, trener (zm. 2021)
  - Janusz Tarantowicz, polski architekt, urbanista, twórca neonów reklamowych (zm. 2025)
- 1937:
  - Giovanni Arrighi, włoski ekonomista, socjolog, wykładowca akademicki (zm. 2009)
  - Héctor González, kolumbijski piłkarz (zm. 2015)
  - Nelson Kuhn, kanadyjski wioślarz
  - Jocelyn Newman, australijska polityk (zm. 2018)
  - Bert Sugar, amerykański dziennikarz sportowy, historyk sportu (zm. 2012)
  - Konrad Wirnhier, niemiecki strzelec sportowy (zm. 2002)
- 1938:
  - Jan Assmann, niemiecki historyk, egiptolog (zm. 2024)
  - Willibald Fabian, polski działacz mniejszości niemieckiej, polityk, poseł na Sejm RP
- 1939:
  - François-Xavier Loizeau, francuski duchowny katolicki, biskup Digne
  - Jelena Obrazcowa, rosyjska śpiewaczka operowa (mezzosopran) (zm. 2015)
- 1940:
  - Wolfgang Clement, niemiecki dziennikarz, polityk, minister gospodarki i pracy, premier Nadrenii Północnej-Westfalii (zm. 2020)
  - Dieter Neuendorf, niemiecki skoczek narciarski (zm. 2021)
  - Dziecyn Pema, tybetańska działaczka sportowa i społeczna, polityk
  - Ringo Starr, brytyjski perkusista, członek zespołu The Beatles
- 1941:
  - Wiktor Agiejew, rosyjski bokser
  - Raimund Bethge, niemiecki lekkoatleta, płotkarz, bobsleista
  - Michael Howard, brytyjski polityk
  - Romuald Paszkiewicz, polski siatkarz, trener (zm. 2003)
  - Stefan Stanisławiak, polski jeździec sportowy, trener (zm. 2017)
  - Egon Zakrajšek, słoweński matematyk, informatyk, wykładowca akademicki (zm. 2002)
- 1942:
  - Włodzimierz Kotkowski, polski grafik, pedagog (zm. 2011)
  - Michael Ogio, papuaski polityk, gubernator generalny (zm. 2017)
  - Anthony B. Richmond, brytyjski reżyser i operator filmowy
- 1943:
  - Toto Cutugno, włoski piosenkarz (zm. 2023)
  - Hans-Jürgen Geschke, niemiecki kolarz torowy
  - Ziemowit Jacek Pietraś, polski politolog (zm. 2004)
- 1944:
  - Jürgen Grabowski, niemiecki piłkarz (zm. 2022)
  - Glenys Kinnock, brytyjska nauczycielka, polityk, minister stanu, eurodeputowana (zm. 2023)
  - Feleti Sevele, tongijski polityk, premier Tonga
  - Emanuel Steward, amerykański bokser, trener (zm. 2012)
  - Ian Wilmut, brytyjski embriolog (zm. 2023)
- 1945:
  - Michael Ancram, brytyjski arystokrata, polityk (zm. 2024)
  - Jacek Bujak, polski przedsiębiorca, polityk, poseł na Sejm RP
  - Manuel Chaves González, hiszpański polityk, prezydent Andaluzji
  - Józef Franciszek Fert, polski polonista, historyk literatury, poeta
  - Al-Munsif al-Marzuki, tunezyjski lekarz, polityk, prezydent Tunezji
  - Helô Pinheiro, brazylijska modelka, bizneswoman
- 1946:
  - Fancy, niemiecki piosenkarz
  - Steve Krisiloff, amerykański kierowca wyścigowy
  - Tadeusz Nowicki, polski tenisista
- 1947:
  - Gyanendra Bir Bikram Shah Dev, król Nepalu
  - Romuald Koliński, polski kapitan żeglugi wielkiej, samorządowiec, polityk, prezydent Sieradza (zm. 2021)
  - Juan Antonio Reig Plà, hiszpański duchowny katolicki, biskup Alcalá de Henares
  - Howard Rheingold, amerykański pisarz, krytyk literacki
  - Jerzy Sarnecki, polski kryminolog, socjolog
- 1948:
  - Tamás Barta, węgierski piosenkarz, kompozytor, gitarzysta (zm. 1982)
  - Danuta Berezowska-Prociów, polska lekkoatletka, skoczkini wzwyż
  - Francesco Milito, włoski duchowny katolicki, biskup Oppido Mamertina-Palmi
  - Edward Wojtalik, polski polityk, poseł na Sejm RP
- 1949:
  - Shelley Duvall, amerykańska aktorka (zm. 2024)
  - Zyta Gilowska, polska ekonomistka, polityk, minister finansów, wicepremier (zm. 2016)
  - Ellen Mirojnick, amerykańska projektantka kostiumów filmowych
  - Takashi Yamamoto, japoński polityk (zm. 2007)
- 1950:
  - Hubert Berenbrinker, niemiecki duchowny katolicki, biskup pomocniczy Paderborn
  - Joanna Fabisiak, polska działaczka samorządowa, polityk, poseł na Sejm RP
  - Natalija Gawriłowa, rosyjska pianistka
  - Gary Graham, amerykański aktor (zm. 2024)
  - Gerda Hasselfeldt, niemiecka ekonomistka, polityk
  - Yūji Hyakutake, japoński astronom amator (zm. 2002)
  - Jerzy Kośnik, polski fotoreporter
  - Kathy Reichs, amerykańska antropolog kliniczna, pisarka
- 1951:
  - Menachem Ben-Sason, izraelski historyk, polityk
  - Shigemi Ishii, japoński piłkarz
  - Joachim Lamża, polski aktor
  - James Longley, amerykański prawnik, przedsiębiorca, polityk
  - Romualdas Požerskis, litewski fotograf
- 1952:
  - Małgorzata Barlak-Kamasińska, polska gimnastyczka
  - Bobby Bright, amerykański polityk
  - Czesław Jursza, polski lekkoatleta, średniodystansowiec
  - Bogusław Semotiuk, polski aktor
  - Peter Weiss, słowacki polityk, dyplomata
  - Tadeusz Antoni Wojtasik, polski rzeźbiarz
  - Władysław Zuziak, polski duchowny katolicki, filozof, etyk
- 1953:
  - Judy Chu, amerykańska polityk, kongreswoman pochodzenia chińskiego
  - Per Oscar Gustav Dahlberg, szwedzki grafik
  - Akiko Ebi, japońska pianistka
  - Witold Klepacz, polski inżynier, samorządowiec, polityk, poseł na Sejm RP
  - Gottfried Vollmer, niemiecki aktor
- 1954:
  - Pam Bricker, amerykańska wokalistka jazzowa i trip-hopowa (zm. 2005)
  - Jacek Kucharczyk, polski bokser, trener
  - Randy Smith, amerykański żeglarz sportowy
- 1955:
  - Anders Knape, szwedzki samorządowiec, burmistrz Karlstadt
  - Iwan Kuliczenko, ukraiński samorządowiec, mer Dniepra
  - Krzysztof Stroiński, polski matematyk, aktuariusz, wykładowca akademicki
- 1956:
  - Gilmar, brazylijski piłkarz, bramkarz
  - Jiří Payne, czeski fizyk, przedsiębiorca, polityk, eurodeputowany
  - Stanisław Widtmann, litewski dziennikarz, urzędnik państwowy pochodzenia polskiego
- 1957:
  - Rosa Aguilar, hiszpańska prawniczka, działaczka samorządowa, polityk
  - Witold Horwath, polski pisarz, scenarzysta filmowy
  - Andreas Petermann, niemiecki kolarz szosowy
  - Krzysztof Śmieja, polski polityk, prawnik, poseł na Sejm RP
  - Jerry Weller, amerykański polityk
  - Andrzej Zarębski, polski dziennikarz, polityk, poseł na Sejm RP, rzecznik prasowy rządu (zm. 2023)
- 1958:
  - Krzysztof Białasik, polski duchowny katolicki, biskup Oruro w Boliwii
  - Béla Bugár, słowacki inżynier, polityk pochodzenia węgierskiego
- 1959:
  - Billy Campbell, amerykański aktor
  - György Demeter, węgierski aktor, wokalista, muzyk, członek zespołów Bergendy i Omega
  - Kerstin Knabe, niemiecka lekkoatletka, płotkarka
  - Barbara Krause, niemiecka pływaczka
  - Zbigniew Libera, polski artysta, autor instalacji i wideoinstalacji, fotografik, performer
  - Alessandro Nannini, włoski kierowca wyścigowy
  - Frode Rønning, norweski łyżwiarz szybki
  - Paweł Smoleński, polski dziennikarz, reporter, pisarz (zm. 2023)
  - Sylwester Sokolnicki, polski samorządowiec, burmistrz Serocka, starosta legionowski
  - Iwan Wasiunyk, ukraiński polityk
  - Ryszard Zarudzki, polski zootechnik, urzędnik państwowy
- 1960:
  - Isabelle Boéri-Bégard, francuska florecistka
  - Kevin Ford, amerykański pilot wojskowy, inżynier, astronauta
  - Vincent Peillon, francuski filozof, polityk
  - Ralph Sampson, amerykański koszykarz
  - Raju Kaji Shakya, nepalski piłkarz, trener
  - Żiwko Wangełow, bułgarski zapaśnik
  - Andrzej Zaćmiński, polski historyk, wykładowca akademicki
- 1961:
  - Sławomir Chrzanowski, polski dyrygent
  - Chun Chil-sung, południowokoreański bokser
  - Krzysztof Ostasiuk, polski wokalista, członek zespołów: Fatum, Hetman, Deef i Zefir (zm. 2002)
  - Mariola Pawlak, polska koszykarka
  - Wincuk Wiaczorka, białoruski polityk
- 1962:
  - Ołeksandr Dombrowski, ukraiński samorządowiec, polityk
  - Seán Gallagher, irlandzki przedsiębiorca, polityk
  - Akiva Goldsman, amerykański scenarzysta i producent filmowy pochodzenia żydowskiego
  - Kostas Mawridis, grecki piłkarz
  - Sırrı Süreyya Önder, turecki aktor, reżyser i scenarzysta filmowy, polityk (zm. 2025)
- 1963:
  - Geir Karlstad, norweski łyżwiarz szybki
  - Edward Siarka, polski pedagog, samorządowiec, polityk, urzędnik państwowy, poseł na Sejm RP
  - Stanisław Snopek, polski dziennikarz i komentator sportowy
- 1964:
  - Kōsuke Fujishima, japoński mangaka
  - Bonczo Genczew, bułgarski piłkarz
  - Krzysztof Skiba, polski muzyk, wokalista, członek zespołu Big Cyc, autor tekstów piosenek, satyryk, publicysta
  - Radka Stojanowa, bułgarska wioślarka
  - Robert Tomanek, polski ekonomista, wykładowca akademicki, urzędnik państwowy
  - Theo Travis, brytyjski saksofonista, flecista, kompozytor
  - Shin’ichi Tsutsumi, japoński aktor
- 1965:
  - Dariusz Grudzień, polski basista, członek zespołów Azyl P. i IRA
  - Khalid Ismaïl, emiracki piłkarz
  - Petro Herkulan Malczuk, ukraiński duchowny katolicki, biskup kijowsko-żytomierski, arcybiskup ad personam (zm. 2016)
  - Andreas Steinbach, niemiecki zapaśnik
  - Liuda Triabaitė, litewska kolarka szosowa
- 1966:
  - Piotr Butkiewicz, polski rzeźbiarz, malarz
  - Henk Fraser, holenderski piłkarz, trener pochodzenia surinamskiego
  - Andrzej Magowski, polski piłkarz, trener, działacz sportowy (zm. 2022)
  - Chamis al-Ubajdi, iracki prawnik, adwokat (zm. 2006)
- 1967:
  - Michał Borecki, polski elektronik
  - Adrian Kunz, szwajcarski piłkarz, trener
  - Erik van der Meer, holenderski piłkarz, trener
  - Tomasz Schoen, polski matematyk, wykładowca akademicki (zm. 2024)
- 1968:
  - Adam Biedrzycki, polski aktor
  - Jorja Fox, amerykańska aktorka
  - Mirko Gualdi, włoski kolarz szosowy
  - Danny Jacobs, amerykański aktor komediowy i głosowy
  - Oluyemi Kayode, nigeryjski lekkoatleta, sprinter (zm. 1994)
  - Chuck Knoblauch, amerykański baseballista
  - Łuiza Noskowa, rosyjska biathlonistka
  - Jeff VanderMeer, amerykański pisarz, edytor, wydawca, pedagog
- 1969:
  - Paisjusz (Martyniuk), polski duchowny prawosławny, biskup łódzko-poznański
  - Sylke Otto, niemiecka saneczkarka
  - Zbigniew Raubo, polski pianista
  - Joe Sakic, kanadyjski hokeista
- 1970:
  - Susann Goksør Bjerkrheim, norweska piłkarka ręczna
  - Youssef Fertout, marokański piłkarz
  - Guido Fulst, niemiecki kolarz torowy i szosowy
  - Robia LaMorte, amerykańska aktorka
  - Jimmy Lusibaea, salomoński przedsiębiorca, polityk
  - Erik Zabel, niemiecki kolarz szosowy
- 1971:
  - Christian Camargo, amerykański aktor
  - Melissa de la Cruz, amerykańska pisarka
  - Dariusz Henczel, polski perkusista, członek zespołu Oddział Zamknięty
  - Paweł Rabiej, polski dziennikarz, publicysta, samorządowiec
- 1972:
  - Tomasz Budasz, polski ekonomista, samorządowiec, prezydent Gniezna
  - Mariusz Drężek, polski aktor
  - Patrekur Jóhannesson, islandzki piłkarz ręczny, trener
  - Lisa Leslie, amerykańska koszykarka
  - Natalja Ryżenkowa, białoruska biathlonistka
  - Manfred Stohl, austriacki kierowca rajdowy
- 1973:
  - Clement Chukwu, nigeryjski lekkoatleta, sprinter
  - Troy Garity, amerykański aktor
  - Sylwester Gaweł, polski judoka
  - Tomasz Misiak, polski przedsiębiorca, polityk, senator RP
- 1974:
  - Gilbert Bayaram, maurytyjski piłkarz
  - Jennifer Jones, kanadyjska curlerka
  - Sharon Laws, brytyjska kolarka szosowa (zm. 2017)
  - Karl Lechky, południowoafrykański żużlowiec
  - Cyrille Mubiala Kitambala, kongijski piłkarz
  - Liv Grete Poirée, norweska biathlonistka
  - Marián Zeman, słowacki piłkarz
- 1975:
  - Tony Benshoof, amerykański saneczkarz
  - Chiszigbatyn Erdenet-Od, mongolska judoczka, sambistka
  - Khaled Gahwji, saudyjski piłkarz
  - Nina Hoss, niemiecka aktorka
  - Anatol Michnawiec, białoruski działacz kulturalny, polityk
  - Olga Miedwiedcewa, rosyjska biathlonistka
  - Wojciech Natusiewicz, polski sztangista
  - Adam Nelson, amerykański lekkoatleta, kulomiot
  - Zachar Prilepin, rosyjski pisarz, dziennikarz
  - Filip Zawada, polski fotografik, basista, członek zespołów Pustki i Indigo Tree
- 1976:
  - Bérénice Bejo, francuska aktorka
  - Natasha Collins, brytyjska aktorka, modelka (zm. 2008)
  - Evelyne Leu, szwajcarska narciarka dowolna
  - Hamish Linklater, amerykański aktor
  - Alexandra Pintácsi, węgierska wokalistka
- 1977:
  - Justyna Bargielska, polska poetka, pisarka
  - Benjamin Huggel, szwajcarski piłkarz
  - Bartek Kapłoński, polski muzyk, kompozytor, autor tekstów, realizator dźwięku
  - Zvenyika Makonese, zimbabwejski piłkarz
  - Dan Whitesides, amerykański perkusista, członek zespołu The Used
  - Marek Żerański, polski aktor
- 1978:
  - Marcus Ahlm, szwedzki piłkarz ręczny
  - Chris Andersen, amerykański koszykarz
  - Misia, japońska piosenkarka, producentka muzyczna
  - José Leonardo Morales, wenezuelski piłkarz, bramkarz
  - Alexis Rodríguez, kubański i azerski zapaśnik
- 1979:
  - Catalina Castaño, kolumbijska tenisistka
  - Adam Hamryszczak, polski urzędnik państwowy
  - Jan Hernych, czeski tenisista
  - Povilas Lukšys, litewski piłkarz
- 1980:
  - Ebrahim Al Miszkhas, bahrajński piłkarz
  - Gerti Bogdani, albański polityk (zm. 2024)
  - Alejandra Benítez, wenezuelska szablistka, polityk
  - Marika Domińczyk, amerykańska aktorka pochodzenia polskiego
  - Serdar Kulbilge, turecki piłkarz, bramkarz
  - Michelle Kwan, amerykańska łyżwiarka figurowa pochodzenia chińskiego
  - Paweł Masełko, polski nauczyciel, samorządowiec, poseł na Sejm RP
  - Karolina Olczyk, polska siatkarka
  - Janina Ramirez, brytyjska historyk sztuki i prezenterka telewizyjna polsko-irlandzkiego pochodzenia
  - Kanfory Sylla, gwinejski piłkarz
- 1981:
  - Synyster Gates, amerykański gitarzysta, wokalista, członek zespołu Avenged Sevenfold
  - Cristian Irimia, rumuński piłkarz
  - Jimmy Laureys, belgijski strongman, trójboista siłowy
  - Omar Naber, słoweński piosenkarz pochodzenia jordańskiego
  - Michał Piotrowski, polski hokeista
  - Paulina Pospieszalska, polska piosenkarka
  - Stefan Schröder, niemiecki piłkarz ręczny
  - Michael Silberbauer, duński piłkarz
  - Mahendra Singh Dhoni, indyjski krykiecista
  - Marcin Szeląg, polski szachista
- 1982:
  - Cassidy, amerykański raper
  - Edinho, portugalski piłkarz
  - Natalija Fokina-Semenowa, ukraińska lekkoatletka, dyskobolka
  - Eva Notty, amerykańska aktorka pornograficzna
- 1983:
  - Stanisław Doniec, rosyjski pływak
  - Marko Grilc, słoweński snowboardzista (zm. 2021)
  - Krzysztof Lijewski, polski piłkarz ręczny
  - Francesca Marcon, włoska siatkarka
  - Jakob Poulsen, duński piłkarz
  - Maciej Tubis, polski pianista jazzowy
  - Jakub Wawrzyniak, polski piłkarz
- 1984:
  - Alberto Aquilani, włoski piłkarz
  - Przemysław Czaja, polski kibic (zm. 1998)
  - Jan Gałach, polski skrzypek, kompozytor, aranżer
  - Ołeksij Honczaruk, ukraiński prawnik, polityk, premier Ukrainy
  - Kinga Kubicka, polska judoczka
  - Ross Malinger, amerykański aktor
  - Wang Bingyu, chińska curlerka
- 1985:
  - Kenji Baba, japoński piłkarz
  - Giorgio De Togni, włoski siatkarz
  - Jakub Jelonek, polski lekkoatleta, chodziarz
  - Małgorzata Krasowska, polska altowiolistka, tancerka, kompozytorka
  - Simona Matei, rumuńska tenisistka
  - Brandon Rush, amerykański koszykarz
  - Marc Stein, niemiecki piłkarz
  - Andonia Sterjiu, grecka lekkoatletka, skoczkini wzwyż
  - Nootsara Tomkom, tajska siatkarka
  - Tałgat Żajłauow, kazachski hokeista
- 1986:
  - Mario Bischin, rumuński piosenkarz
  - Marvin Jefferson, amerykański koszykarz
  - Biesłan Mudranow, rosyjski judoka
  - Weronika Nowakowska, polska biathlonistka
- 1987:
  - Alysha Clark, amerykańska koszykarka
  - Julianna Guill, amerykańska aktorka
  - Jana Matiašovská-Ağayeva, azerska siatkarka
  - Maja Nowak, polska pedagog, działaczka społeczna, polityk, poseł na Sejm RP
  - Sofja Oczigawa, rosyjska pięściarka
  - V.E. Schwab, amerykańska pisarka fantasy
  - Matteo Viola, włoski tenisista
- 1988:
  - Kristi Castlin, amerykańska lekkoatletka, płotkarka
  - Andrej Nowakow, bułgarski polityk, eurodeputowany
  - Neriman Özsoy, turecka siatkarka
  - Sophie Rodriguez, francuska snowboardzistka
  - Indre Sorokaitė, litewska siatkarka
  - Wen Yang, chiński szachista
  - Jack Whitehall, brytyjski komik, aktor, prezenter telewizyjny
- 1989:
  - Kim Bum, południowokoreański aktor, tancerz, piosenkarz, model
  - Jamie Johnston, kanadyjski aktor
  - Nikola Marković, serbski koszykarz
  - Alice Orr-Ewing, brytyjska aktorka
  - Timo Pielmeier, niemiecki hokeista
  - Chris Reed, amerykański łyżwiarz figurowy (zm. 2020)
  - Talisa Rhea, amerykańska koszykarka
- 1990:
  - Lee Addy, ghański piłkarz
  - Antonio Donnarumma, włoski piłkarz, bramkarz
  - Frank Gaines, amerykański koszykarz
  - Jorge Ortíz, gwatemalski piłkarz
- 1991:
  - Alesso, szwedzki didżej, producent muzyczny
  - James Forrest, szkocki piłkarz
  - Eve Hewson, irlandzka aktorka
  - Quebonafide, polski raper, autor tekstów
  - Larissa Souza, brazylijska siatkarka
- 1992:
  - Cristiano Felício, brazylijski koszykarz
  - Toni Garrn, niemiecka modelka
  - José Izquierdo, kolumbijski piłkarz
  - Kenneth To, australijski pływak (zm. 2019)
- 1993:
  - Dominic Artis, amerykański koszykarz
  - Alena Czyczkan, białoruska sztangistka
  - Felícia Horváth, węgierska lekkoatletka, tyczkarka
  - Yurika Yoshida, japońska curlerka
- 1994:
  - Nigina Abduraimova, uzbecka tenisistka
  - Ružica Džankić, chorwacka koszykarka
  - Ashton Irwin, australijski perkusista, członek zespołu 5 Seconds of Summer
  - Schaquilla Nunn, amerykańska koszykarka
  - Kenan Pirić, bośniacki piłkarz
  - Albert Rusnák, słowacki piłkarz
  - Ole Selnæs, norweski piłkarz
- 1995:
  - Devon Hall, amerykański koszykarz
  - Anna Pachurina, rosyjska koszykarka
  - Stipe Perica, chorwacki piłkarz
  - Monika Sobieszek, polska wioślarka
- 1996:
  - Julie Allemand, belgijska koszykarka
  - Youssef Aït Bennasser, marokański piłkarz
  - Zuzanna Kaniecka, polska lekkoatletka, sprinterka
  - Frank Liivak, estoński piłkarz
- 1997:
  - Medina Warda Aulia, indonezyjska szachistka
  - Tigist Mekonen, bahrajńska lekkoatletka, biegaczka długodystansowa pochodzenia etiopskiego
  - Myles Powell, amerykański koszykarz
  - Magnus Rød, norweski piłkarz ręczny
  - Aleksandra Rosiak, polska piłkarka ręczna
  - Paweł Salacz, polski piłkarz ręczny
- 1998:
  - Abbos Rahmonov, uzbecki zapaśnik
  - Dylan Sprayberry, amerykański aktor, muzyk
- 1999:
  - Moussa Diaby, francuski piłkarz pochodzenia malijskiego
  - Teja Goršič, słoweńska koszykarka
  - Zehra Güneş, turecka siatkarka
  - Hikaru Mori, japońska gimnastyczka
- 2000:
  - Egy Maulana, indonezyjski piłkarz
  - Fahd Ndzengue, gaboński piłkarz
- 2001:
  - Sułtan Asetuły, kazachski zapaśnik
  - Stefania Rogozińska-Dzik, polska tenisistka
- 2002 – Francesca Curmi, maltańska tenisistka
- 2004:
  - Josimar Alcócer, kostarykański piłkarz
  - Rogelio Cortéz, meksykański piłkarz
  - Lanlana Tararudee, tajska tenisistka
- 2005:
  - Julia De Paula, hiszpańska siatkarka pochodzenia brazylijskiego
  - Maksymilian Granieczny, polski siatkarz
- 2008
  - Sky Brown, brytyjsko-japońska skateboardzistka, surferka
  - Emerson Jones, australijska tenisistka
- 2010 – Frankie Corio, brytyjska aktorka

## Zmarli
- 1162 – Haakon II Barczysty, król Norwegii (ur. ok. 1147)
- 1191 – Jutta Szwabska, landgrafini Turyngii (ur. 1133/34)
- 1268 – Raniero Zeno, doża Wenecji (ur. ?)
- 1304 – Benedykt XI, papież, błogosławiony (ur. 1240)
- 1307 – Edward I Długonogi, król Anglii (ur. 1239)
- 1322 – Peregryn z Città di Castello, włoski franciszkanin, biskup Quanzhou (ur. ?)
- 1503 – Wilhelm II Młodszy, książę Brunszwiku (ur. ok. 1426)
- 1531 – Tilman Riemenschneider, niemiecki rzeźbiarz (ur. ?)
- 1537 – Magdalena de Valois, księżniczka francuska, królowa Szkocji (ur. 1520)
- 1545 – Pernette du Guillet, francuska poetka (ur. ok. 1520)
- 1572:
  - Zygmunt II August, król Polski, ostatni wielki książę litewski (ur. 1520)
  - Walenty Herburt, polski duchowny katolicki, biskup przemyski (ur. 1524)
- 1573 – Jacopo Barozzi da Vignola, włoski architekt (ur. 1507)
- 1591:
  - Roger Dickenson, angielski duchowny katolicki, męczennik, błogosławiony (ur. ?)
  - Ralph Milner, angielski męczennik, błogosławiony (ur. ?)
- 1616 – Anna Wirtemberska, księżna oławska, wołowska i legnicka (ur. 1561)
- 1633 – Lew Sapieha, hetman wielki litewski, kanclerz wielki litewski, marszałek Sejmu, wojewoda wileński (ur. 1557)
- 1642 – Miyun Yuanwu, chiński mistrz chan (ur. 1566)
- 1643 – Józef Korsak Głębocki, polski szlachcic, polityk (ur. ?)
- 1660 – Anna, księżniczka pomorska, księżna Croÿ (ur. 1590)
- 1667 – Nicolas Sanson, francuski geograf, kartograf (ur. 1600)
- 1691 – Bernard Muneghina, włoski lekarz (ur. ?)
- 1700 – Silvestro Valiero, doża Wenecji (ur. 1630)
- 1718 – Aleksy Piotrowicz Romanow, rosyjski carewicz (ur. 1690)
- 1720 – (data pogrzebu) Maria Barbara Bach, niemiecka śpiewaczka operowa (sopran), pierwsza żona Joahanna Sebastiana (ur. 1684)
- 1734 – Fernão Teles da Silva, portugalski historyk, dyplomata, polityk (ur. 1662)
- 1738 – Benedykt Cichoszewski, polski kompozytor, kopista utworów muzycznych (ur. ?)
- 1764 – William Pulteney, brytyjski arystokrata, polityk (ur. 1684)
- 1784 – Louis Anseaume, francuski dramatopisarz (ur. 1721)
- 1794 – Ifigenia od św. Mateusza, francuska zakonnica, męczennica, błogosławiona (ur. 1761)
- 1799 – William Curtis, brytyjski botanik, entomolog (ur. 1746)
- 1801 – William Legge, brytyjski arystokrata, polityk (ur. 1731)
- 1816 – Richard Brinsley Sheridan, irlandzki poeta, dramatopisarz, polityk (ur. 1751)
- 1820 – Kazimierz Rzewuski, polski szlachcic, polityk (ur. 1750)
- 1829 – Jacob Friedrich von Abel, niemiecki filozof, psycholog, pedagog (ur. 1751)
- 1841 – Karol Levittoux, polski działacz niepodległościowy (ur. 1820)
- 1849 – Goffredo Mameli, włoski patriota, poeta, prozaik (ur. 1827)
- 1850 – Carl Rottman, niemiecki malarz (ur. 1797)
- 1856 – Paulina Fryderyka, księżniczka wirtemberska, księżna Nassau (ur. 1810)
- 1861 – Karol Balandret, polski jezuita, teolog, prawnik, wykładowca akademicki (ur. 1782)
- 1865:
  - Marianna Selonke, kaszubska listonoszka (ur. 1781)
  - Mary Surratt, amerykańska przestępczyni (ur. 1823)
- 1867 – François Ponsard, francuski dramaturg (ur. 1814)
- 1872 – Pierre Lachambeaudie, francuski bajkopisarz (ur. 1807)
- 1882 – Michaił Skobielew, rosyjski generał piechoty (ur. 1843)
- 1884 – Lina Krieger, niemiecka malarka (ur. 1802 lub 03)
- 1889 – Giovanni Bottesini, włoski kontrabasista, kompozytor, dyrygent (ur. 1821)
- 1890 – Henri Nestlé, niemiecki przedsiębiorca (ur. 1814)
- 1891 – Joseph Marius Alexis Aubin, francuski historyk, filantrop, kolekcjoner starożytnych pism i manuskryptów (ur. 1802)
- 1892 – Jan Czerski, polski geolog, paleontolog, przyrodnik, badacz Syberii (ur. 1845)
- 1893 – Samuel Blatchford, amerykański prawnik (ur. 1820)
- 1898 – Louis Buffet, francuski polityk, premier Francji (ur. 1818)
- 1900:
  - Adalbert Falk, pruski polityk (ur. 1827)
  - Antoni Fantosati, włoski franciszkanin, misjonarz, biskup, męczennik, święty (ur. 1842)
  - Marek Ji Tianxiang, chiński męczennik, święty (ur. 1834)
  - Józef Gambaro, włoski franciszkanin, misjonarz, męczennik, święty (ur. 1869)
  - Maria Guo Li, chińska męczennica, święta (ur. 1835)
- 1901:
  - Włodzimierz Baworowski, polski hrabia, ziemianin, polityk (ur. 1823)
  - Johanna Spyri, szwajcarska pisarka (ur. 1827)
- 1902:
  - Adolf Korn, niemiecki lekarz (ur. 1820)
  - Wojciech Odrowąż-Pieniążek, polski weteran powstania styczniowego (ur. 1836)
- 1903 – Eustachy Iwanowski, polski historyk, pisarz (ur. 1813)
- 1905 – Hermann Nothnagel, niemiecki lekarz (ur. 1841)
- 1906 – Tomás Regalado, salwadorski generał, polityk, prezydent Salwadoru (ur. 1861)
- 1911 – Jan Marian Drohojowski, polski heraldyk, genealog (ur. 1858)
- 1912 – Arthur Johnson Hobrecht, niemiecki polityk, nadburmistrz Wrocławia i Berlina (ur. 1824)
- 1916:
  - Jan Dadak, polski plutonowy Legionów Polskich (ur. 1883)
  - Klemens Falkowski, polski kapral Legionów Polskich (ur. 1898)
  - Edmund Klemensiewicz, polski prawnik, notariusz, urzędnik, polityk (ur. 1839)
  - Roland E. Phillips, brytyjski kapitan, instruktor skautowy (ur. 1890)
  - William Philo, brytyjski bokser, żołnierz (ur. 1882)
- 1918:
  - Nikołaj Abelman, rosyjski działacz bolszewicki (ur. 1887)
  - Leon Gliński, polski patolog, wykładowca akademicki (ur. 1870)
  - Otto Rosenfeld, niemiecki pilot wojskowy, as myśliwski (ur. 1892)
  - George Mary Searle, amerykański duchowny katolicki, astronom (ur. 1839)
- 1922 – Cathal Brugha, irlandzki polityk, pierwszy premier Irlandii (ur. 1874)
- 1925:
  - Stanisław Gustaw Brun, polski przemysłowiec, działacz spółdzielczy, polityk, poseł na Sejm Ustawodawczy i senator RP (ur. 1854)
  - Aleksander Misiągiewicz, polski ziemianin, urzędnik sądowy, działacz rolniczy, przemysłowiec, uczestnik powstania styczniowego (ur. 1847)
- 1927 – Magnus Gösta Mittag-Leffler, szwedzki baron, matematyk (ur. 1846)
- 1930 – Arthur Conan Doyle, szkocki pisarz, wolnomularz, spirytysta (ur. 1859)
- 1932:
  - Karol Liviero, włoski duchowny katolicki, biskup Città di Castello, błogosławiony (ur. 1866)
  - Artur Loureiro, portugalski malarz (ur. 1853)
- 1935 – Oliver Russell, brytyjski arystokrata, polityk, administrator kolonialny (ur. 1869)
- 1936 – Gieorgij Cziczerin, radziecki polityk, dyplomata, ludowy komisarz spraw zagranicznych (ur. 1872)
- 1937 – Adolf Józef Jełowicki, polski duchowny katolicki, biskup lubelski (ur. 1863)
- 1938:
  - Millán Garde Serrano, hiszpański duchowny katolicki, męczennik, błogosławiony (ur. 1876)
  - Emil Nawratzki, niemiecki psychiatra (ur. 1867)
  - Fiszel Rottenstreich, polski prawnik, dziennikarz, publicysta, nauczyciel, działacz syjonistyczny, polityk, senator i poseł na Sejm RP pochodzenia żydowskiego (ur. 1880 lub 82)
- 1939:
  - Clifton Penn-Hughes, brytyjski kierowca wyścigowy (ur. 1905)
  - Claude Swanson, amerykański polityk (ur. 1862)
- 1941:
  - Erwin Czechowski, polski lekarz, żołnierz ZWZ (ur. 1897)
  - Alter Kacyzne, polski fotograf, pisarz, publicysta pochodzenia żydowskiego (ur. 1885)
  - Stanisław Motyka, polski narciarz, taternik (ur. 1906)
  - Majer Warszawiak, polski rabin, talmudysta, uczony, działacz społeczny (ur. 1873)
- 1942:
  - Czesław Grzonka, polski duchowny katolicki (ur. 1906)
  - Tomas Ksenakis, grecki gimnastyk (ur. 1875)
  - Edward Piszcz, polski dziennikarz, działacz społeczno-polityczny (ur. 1908)
  - Ludwik Pudło, polski samorządowiec, burmistrz Żelechowa (ur. 1893)
  - Mieczysław Trajdos, polski adwokat, publicysta, działacz Narodowej Demokracji (ur. 1887)
  - William Henry Young, brytyjski matematyk, wykładowca akademicki (ur. 1863)
- 1943:
  - Ludvigs Ēķis, łotewski dyplomata, polityk (ur. 1892)
  - Mykoła Popudrenko, radziecki podpułkownik, dowódca partyzancki (ur. 1906)
- 1944:
  - Tadeusz Byliński, polski podpułkownik kawalerii (ur. 1891)
  - Aleksander Czołowski, polski historyk, archiwista, antykwariusz, muzealnik (ur. 1865)
  - Georges Mandel, francuski dziennikarz, polityk, członek ruchu oporu pochodzenia żydowskiego (ur. 1885)
  - Jouko Norén, fiński lekkoatleta, trójskoczek (ur. 1914)
  - Yoshitsugu Saitō, japoński generał porucznik (ur. 1890; alternatywna data śmierci: 10 lipca 1944)
  - Erich Salomon, niemiecki prawnik, fotograf, fotoreporter pochodzenia żydowskiego (ur. 1886)
- 1945:
  - Bernard Kryszkiewicz, polski pasjonista, czcigodny Sługa Boży (ur. 1915)
  - Salomėja Nėris, litewska poetka (ur. 1904)
  - Piotr To Rot, katechista z Nowej Gwinei, męczennik, błogosławiony (ur. 1912)
- 1946:
  - August Krasicki, polski ziemianin, rotmistrz, polityk (ur. 1873)
  - Józef Mehoffer, polski malarz, grafik, witrażysta (ur. 1869)
- 1947 – José Luis Tamayo, ekwadorski adwokat, polityk, prezydent Ekwadoru (ur. 1858)
- 1950 – Fats Navarro, amerykański trębacz jazzowy (ur. 1923)
- 1954:
  - Ernő Csiki, węgierski lekarz weterynarii, entomolog-koleopterolog (ur. 1875)
  - Marian Ludwik Sochański, polski major artylerii, urzędnik państwowy, więzień polityczny (ur. 1899)
- 1955 – Dan Morgan, amerykański menedżer bokserski (ur. 1873)
- 1956:
  - Gottfried Benn, niemiecki lekarz, prozaik, eseista (ur. 1886)
  - Viktoras Gailius, litewski polityk i działacz narodowy na Małej Litwie, dyplomata (ur. 1893)
- 1958 – Alberto Zarzur, brazylijski piłkarz (ur. 1912)
- 1959:
  - Marthe Jordán, francuska wspinaczka (ur. 1881)
  - Stanisław Popławski, polski rzeźbiarz, ceramik, pedagog (ur. 1886)
- 1960 – Aristarch Iljin, rosyjski psychiatra, wykładowca akademicki (ur. 1874)
- 1961 – Jechiel Izajasz Trunk, polsko-amerykański pisarz, etnograf pochodzenia żydowskiego (ur. 1887)
- 1962:
  - Giovanni Panico, włoski kardynał, nuncjusz apostolski (ur. 1895)
  - Ernst Ziehm, niemiecki polityk (ur. 1867)
- 1963 – Anton Vovk, słoweński duchowny katolicki, Sługa Boży (ur. 1900)
- 1964:
  - Charles Bozon, francuski narciarz alpejski (ur. 1932)
  - Lillian Copeland, amerykańska lekkoatletka, dyskobolka (ur. 1904)
- 1965 – Mosze Szaret, izraelski polityk, premier Izraela (ur. 1894)
- 1966 – Henryk Lewulis, polski architekt (ur. 1908)
- 1967:
  - Stanisław Pękalski, polski malarz, witrażysta, pedagog (ur. 1895)
  - Michał Rossler-Moczulski, polski mikrofotograf i makrofotograf naukowy (ur. 1889)
- 1968:
  - Ugo Frigerio, włoski lekkoatleta, chodziarz (ur. 1901)
  - Pete Latzo, amerykański bokser pochodzenia słowackiego (ur. 1902)
  - Jo Schlesser, francuski kierowca wyścigowy (ur. 1928)
- 1970 – Chen Jiakang, chiński polityk, dyplomata (ur. 1913)
- 1971:
  - Otto Authén, norweski gimnastyk (ur. 1886)
  - Ub Iwerks, amerykański twórca filmów animowanych pochodzenia niemieckiego (ur. 1901)
- 1972:
  - Atenagoras I, grecki duchowny prawosławny, patriarcha Konstantynopola (ur. 1886)
  - Talal ibn Abd Allah, król Jordanii (ur. 1909)
  - Gustav Wiederkehr, szwajcarski działacz sportowy, prezydent UEFA (ur. 1905)
- 1973:
  - Max Horkheimer, niemiecki filozof, socjolog (ur. 1895)
  - Veronica Lake, amerykańska aktorka (ur. 1922)
- 1974 – Leon Shamroy, amerykański operator filmowy (ur. 1901)
- 1975 – Alfred Piecha, polski robotnik, działacz komunistyczny i związkowy (ur. 1901)
- 1976:
  - Norman Foster, amerykański reżyser filmowy (ur. 1900)
  - Gustav Heinemann, niemiecki polityk, prezydent RFN (ur. 1899)
- 1977:
  - Hu Nim, kambodżański polityk (ur. 1932)
  - Miklós Kovács, rumuński piłkarz, trener pochodzenia węgierskiego (ur. 1911)
  - Maria Romero Meneses, nikaraguańska salezjanka, błogosławiona (ur. 1902)
- 1979:
  - Marian Dziewoński, polski architekt (ur. 1918)
  - Friedrich Mauz, niemiecki psychiatra, neurolog, zbrodniarz nazistowski (ur. 1900)
- 1980:
  - Ján Futák, słowacki duchowny katolicki, botanik, działacz na rzecz ochrony przyrody (ur. 1914)
  - Dore Schary, amerykański scenarzysta i producent filmowy (ur. 1905)
- 1981 – Ryszard Borzuchowski, polski wioślarz (ur. 1910)
- 1982:
  - Bep Bakhuys, holenderski piłkarz (ur. 1909)
  - Tommy Loughran, amerykański bokser (ur. 1902)
- 1983:
  - Rudolf Andersen, duński gimnastyk (ur. 1899)
  - Adalberts Bubenko, łotewski lekkoatleta, chodziarz (ur. 1910)
  - Marian Maliszewski, polski górnik, polityk, poseł na Sejm PRL (ur. 1932)
- 1984:
  - Elba de Pádua Lima, brazylijski piłkarz, trener (ur. 1915)
  - Flora Robson, brytyjska aktorka (ur. 1902)
- 1986 – Karol Ferster, polski rysownik, karykaturzysta, satyryk (ur. 1902)
- 1988 – Paula Mollenhauer, niemiecka lekkoatletka, dyskobolka (ur. 1908)
- 1989:
  - Andrzej Frydecki, polski architekt (ur. 1903)
  - Mosze Kol, izraelski polityk (ur. 1911)
- 1990 – Hellmut Homberg, niemiecki inżynier budownictwa (zm. 1909)
- 1991:
  - Alfred Baldwin, brytyjski lekkoatleta, średniodystansowiec (ur. 1912)
  - Rafael María Nze Abuy, duchowny katolicki z Gwinpei Równikowej, biskup Bata i arcybiskup Malabo (ur. 1926)
- 1992:
  - Josy Barthel, luksemburski lekkoatleta, średnidystansowiec, działacz sportowy, polityk (ur. 1927)
  - Seweryna Szmaglewska, polska pisarka (ur. 1916)
- 1993 – Mia Zapata, amerykańska wokalistka, autorka tekstów piosenek, członkini zespołu The Gits (ur. 1965)
- 1994 – Tadeusz Todtleben, polski działacz ruchu narodowego (ur. 1907)
- 1995:
  - Tadeusz Anders, polski pułkownik (ur. 1902)
  - Eeva-Liisa Manner, fińska pisarka, poetka, tłumaczka, krytyk literacki (ur. 1921)
- 1997:
  - Alfons De Winter, belgijski piłkarz (ur. 1908)
  - Jean Luciano, francuski piłkarz, trener (ur. 1921)
- 1999:
  - Anita Dymszówna, polska aktorka (ur. 1944)
  - Leszek Kubanek, polski aktor (ur. 1926)
- 2000:
  - Michaił Drujan, radziecki operator filmowy (ur. 1911)
  - Edward Kowalczyk, polski inżynier, polityk, minister łączności, wicepremier (ur. 1924)
  - Edmund Makowski, polski historyk (ur. 1931)
  - Johann Urbanek, austriacki i niemiecki piłkarz (ur. 1910)
- 2001:
  - Marija Horochowśka, ukraińska gimnastyczka (ur. 1921)
  - Fred Neil, amerykański piosenkarz, gitarzysta (ur. 1936)
  - Stanisław Zalewski, polski bokser trener, działacz sportowy (ur. 1916)
- 2002:
  - Bison Dele, amerykański koszykarz (ur. 1969)
  - Andrzej Przedworski, polski scenograf filmowy i teatralny (ur. 1943)
- 2003:
  - Roman Andrzejewski, polski duchowny katolicki, biskup pomocniczy włocławski (ur. 1938)
  - Szelomo-Ja’akow Gross, izraelski polityk (ur. 1908)
  - Marek Polański, polski karykaturzysta (ur. 1936)
- 2005:
  - Giles Hart, brytyjski inżynier, związkowiec (ur. 1949)
  - Hasib Hussain, brytyjski terrorysta pochodzenia pakistańskiego (ur. 1986)
  - Mohammad Sidique Khan, brytyjski terrorysta pochodzenia pakistańskiego (ur. 1974)
  - Germaine Lindsay, brytyjski terrorysta pochodzenia jamajskiego (ur. 1985)
  - Shehzad Tanweer, brytyjski terrorysta pochodzenia pakistańskiego (ur. 1982)
- 2006:
  - Syd Barrett, brytyjski gitarzysta, członek zespołu Pink Floyd, malarz (ur. 1946)
  - Rudi Carrell, holenderski prezenter telewizyjny, aktor, piosenkarz, satyryk (ur. 1934)
  - Sabine Dünser, liechtensteńska wokalistka, członkini zespołu Elis (ur. 1977)
  - Elias Hrawi, libański polityk, prezydent Libanu (ur. 1926)
  - Eric Schopler, amerykański psycholog pochodzenia niemiecko-żydowskiego (ur. 1927)
- 2007 – John Szarkowski, amerykański fotograf, historyk i krytyk fotografii pochodzenia polskiego (ur. 1925)
- 2008:
  - Dorian Leigh, amerykańska modelka (ur. 1917)
  - Giovanni Viola, włoski piłkarz, bramkarz (ur. 1926)
- 2009:
  - Ivo Lul Diogo, brazylijski piłkarz (ur. 1935)
  - Władysława Jaworska, polska historyk sztuki (ur. 1910)
- 2010 – Frank Dochnal, amerykański kierowca wyścigowy (ur. 1920)
- 2011 – Manuel Galbán, kubański gitarzysta, pianista, członek zespołu Buena Vista Social Club (ur. 1931)
- 2012:
  - Janina Leskiewiczowa, polska historyk (ur. 1917)
  - Leon Schlumpf, szwajcarski polityk, prezydent Szwajcarii (ur. 1925)
- 2013:
  - Artur Hajzer, polski wspinacz (ur. 1962)
  - Andrzej Skrzypczak, polski piłkarz, bramkarz (ur. 1938)
  - Anna Wing, brytyjska aktorka (ur. 1914)
- 2014:
  - Alfredo Di Stéfano, argentyński piłkarz, trener (ur. 1926)
  - Dick Jones, amerykański aktor (ur. 1927)
  - Francisco Gabica, hiszpański kolarz szosowy (ur. 1937)
  - Leszek Opioła, polski fotograf, animator życia muzycznego (ur. 1958)
  - Eduard Szewardnadze, gruziński polityk, minister spraw zagranicznych ZSRR, prezydent Gruzji (ur. 1928)
  - Peter Underwood, australijski prawnik, polityk, działacz społeczny (ur. 1937)
- 2015 – Irena Hausmanowa-Petrusewicz, polska neurolog (ur. 1917)
- 2016:
  - Vilson Kilica, albański malarz, rzeźbiarz (ur. 1932)
  - Michał Wierusz-Kowalski, polski dziennikarz, zawodnik i działacz jeździecki (ur. 1975)
- 2018:
  - Brett Hoffmann, amerykański wokalista, autor tekstów, członek zespołu Malevolent Creation (ur. 1967)
  - Andrzej Horoś, polski kajakarz (ur. 1940)
  - Łewko Łukjanenko, ukraiński prawnik, dysydent (ur. 1928)
  - Gjovalin Paci, albański malarz (ur. 1958)
- 2019:
  - Salvatore Angerami, włoski duchowny katolicki, biskup pomocniczy Neapolu (ur. 1956)
  - Józef Bańka, polski filozof, wykładowca akademicki (ur. 1934)
  - Artur Brauner, niemiecki producent filmowy (ur. 1918)
  - Ora Namir, izraelska polityk (ur. 1930)
  - Aleksy Subotko, polski duchowny prawosławny, teolog (ur. 1938)
- 2020:
  - Barbara Czopek-Kopciuch, polska językoznawczyni, profesor nauk humanistycznych (ur. 1952)
  - Stanisław Kuś, polski profesor nauk technicznych, konstruktor, inżynier budownictwa (ur. 1925)
- 2021:
  - Robert Downey Sr., amerykański aktor, reżyser i scenarzysta filmowy (ur. 1936)
  - Keshav Dutt, indyjski hokeista na trawie (ur. 1925)
  - Ahmad Dżibril, pakistański działacz nacjonalistyczny (ur. 1938)
  - Józef Gałeczka, polski piłkarz, trener (ur. 1939)
  - Dilip Kumar, indyjski aktor (ur. 1922)
  - Jovenel Moïse, haitański przedsiębiorca, politolog, polityk, prezydent Haiti (ur. 1968)
  - Carlos Reutemann, argentyński kierowca wyścigowy, polityk (ur. 1942)
- 2022:
  - Waldo Rubén Barrionuevo, boliwijski duchowny katolicki, redemptorysta, biskup pomocniczy i wikariusz Reyes (ur. 1967)
  - Jacob Nena, mikronezyjski polityk, gubernator stanu Kosrae, prezydent Mikronezji (ur. 1941)
- 2023:
  - Nikki McCray, amerykańska koszykarka, trenerka (ur. 1971)
  - Max Wozniak polsko-niemiecki piłkarz (ur. 1926)
- 2024:
  - Jan Dąbrowski, polski fizyk, pisarz, publicysta (ur. 1942)
  - Claude Ferragne, kanadyjski lekkoatleta, skoczek wzwyż (ur. 1952)
  - Bengt Samuelsson, szwedzki biochemik, wykładowca akademicki, laureat Nagrody Nobla (ur. 1934)
  - Tadeusz Woźniak, polski piosenkarz, gitarzysta, kompozytor (ur. 1947)
- 2025:
  - Aprem Mooken, indyjski duchowny wschodnioasyryjski, metropolita Indii i zwierzchnik Asyryjskiego Kościoła Wschodu w Indiach (ur. 1940)
  - Miguel Ángel López, argentyński piłkarz, trener (ur. 1942)
  - Andrzej Pitrus, polski socjolog, filmoznawca, profesor nauk humanistycznych (ur. 1968)
  - Norman Tebbit, brytyjski dziennikarz, polityk, minister handlu i przemysłu, kanclerz Księstwa Lancaster (ur. 1931)